# سونگنیم
سونگنیم (به لاتین: Songnim) یک شهر در کره شمالی است که در استان هوانگهائه شمالی واقع شده‌است.